# Mau egiptean

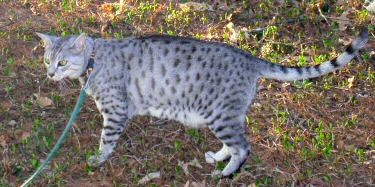

Mau egiptean (Egyptian Mau) este numele unei rase de pisici.
Clasificarea rasei: pisici cu părul scurt.
Țara de origine: Egipt/Italia.
Speranța de viață: peste 15 ani.
Felinele Egyptian Mau sunt foarte blânde, dar și jucăușe.
La fel ca și celelalte feline, sunt un bun vânător.